# Керкинтиллох
Керкинти́ллох (англ. Kirkintilloch, гэльск. Cathair Cheann Tulaich, скотс Kirkintilloch) — город в центральной части Шотландии. Административный центр округа Ист-Данбартоншир. Расположен в 14 км к северо-востоку от Глазго. Население составляет 20 630 человек по состоянию на 2016.

## Известные уроженцы
- Нэпир, Маквэй (1776—1847) — шотландский учёный, энциклопедист.